# Pixonic
Pixonic — компания, разработчик мобильных игр, наиболее известна как создатель игры War Robots.
Основана в 2009 году Еленой Масоловой, на ранних этапах компания сфокусировалась на разработке и издательстве игр для социальных платформ. Несмотря на запуск успешного проекта «Домовята» для социальных платформ в 2011 году, компания решила также развивать мобильное направление. Для развития бизнеса были привлечены средства венчурных инвесторов, на ранних раундах получен $1 млн, в 2011 году в рамках раунда С привлечено $5 млн, после чего выпущена первая игра для мобильных устройств — Robinson.
В 2013 году пост главы Pixonic занял Филипп Гладков, вскоре принято решение сконцентрировать усилия исключительно на разработке мобильных проектов и проведена реструктуризация компании. В том же году состоялся запуск проекта Walking War Robots, впоследствии ставшего одним из самых кассовых для компании. В 2021 году выручка War Robots превысила $500 млн.
30 сентября 2016 года вошла в состав Mail.ru Group (Ныне VK), которая выкупила 100 % акций компании за $30 млн, новыми владельцами сохранена операционная самостоятельность и торговая марка. За IV квартал 2016 года выручка сформированного подразделения составила более $10,7 млн (против $2,1 млн у Pixonic за аналогичный период 2015 года). 30 мая 2019 года Mail.ru Group объединила все игровые активы под единым брендом My.Games. С сентября 2019 года руководителем подразделения вместо Гладкова стал Георгий Егоров; в качестве местоположения штаб-квартиры дочерней компании с 2020 года указывается кипрский Лимасол. С июня 2021 года генеральным директором Pixonic является Владимир Маркин. 27 сентября 2022 года VK объявила о продаже My.Games Александру Чачава, управляющему партнёру LETA Capital.